# N'Koumandougou
N'Koumandougou è un comune rurale del Mali facente parte del circondario di Ségou, nella regione omonima.
Il comune è composto da 18 nuclei abitati:
- Akotèf
- Baguila
- Ballé
- Ballé-Wèrè
- Brambiéla
- Diéssourouna
- Dlonguebougou
- Doura (centro principale)
- Golobabougou
- Kango
- Kolobèlè
- Markabougou
- Missiribougou
- N'Dianebougou
- Niampiéna
- Niampiéna-Wèrè
- Sonogo
- Tèguena